# Metalimnobia hudsonica
Metalimnobia hudsonica là một loài ruồi trong họ Limoniidae. Chúng phân bố ở miền Tân bắc.